# Rosa Adernseitling

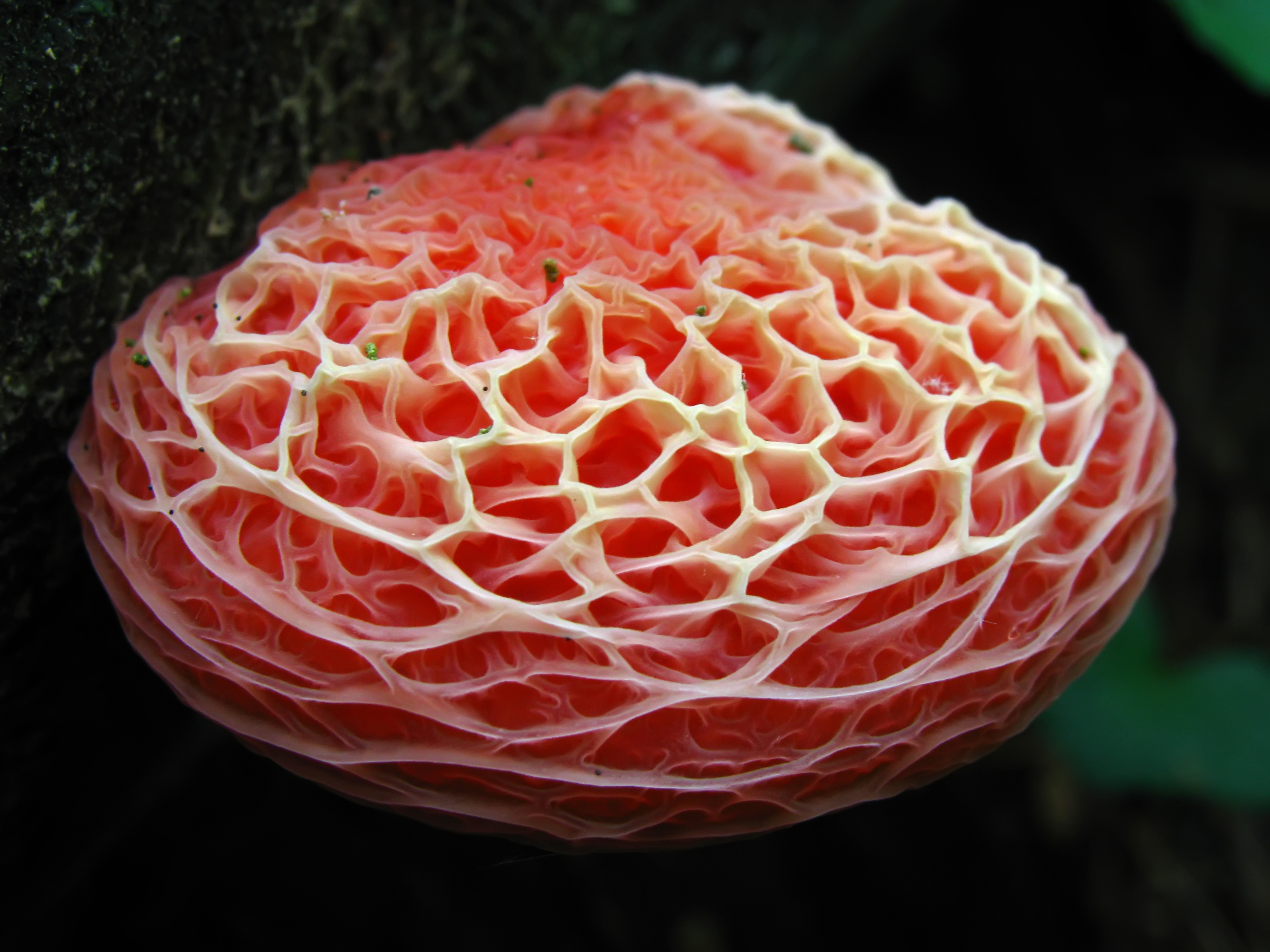
Die Huthaut des Rosa Adernseitlings ist oft auffällig geädert

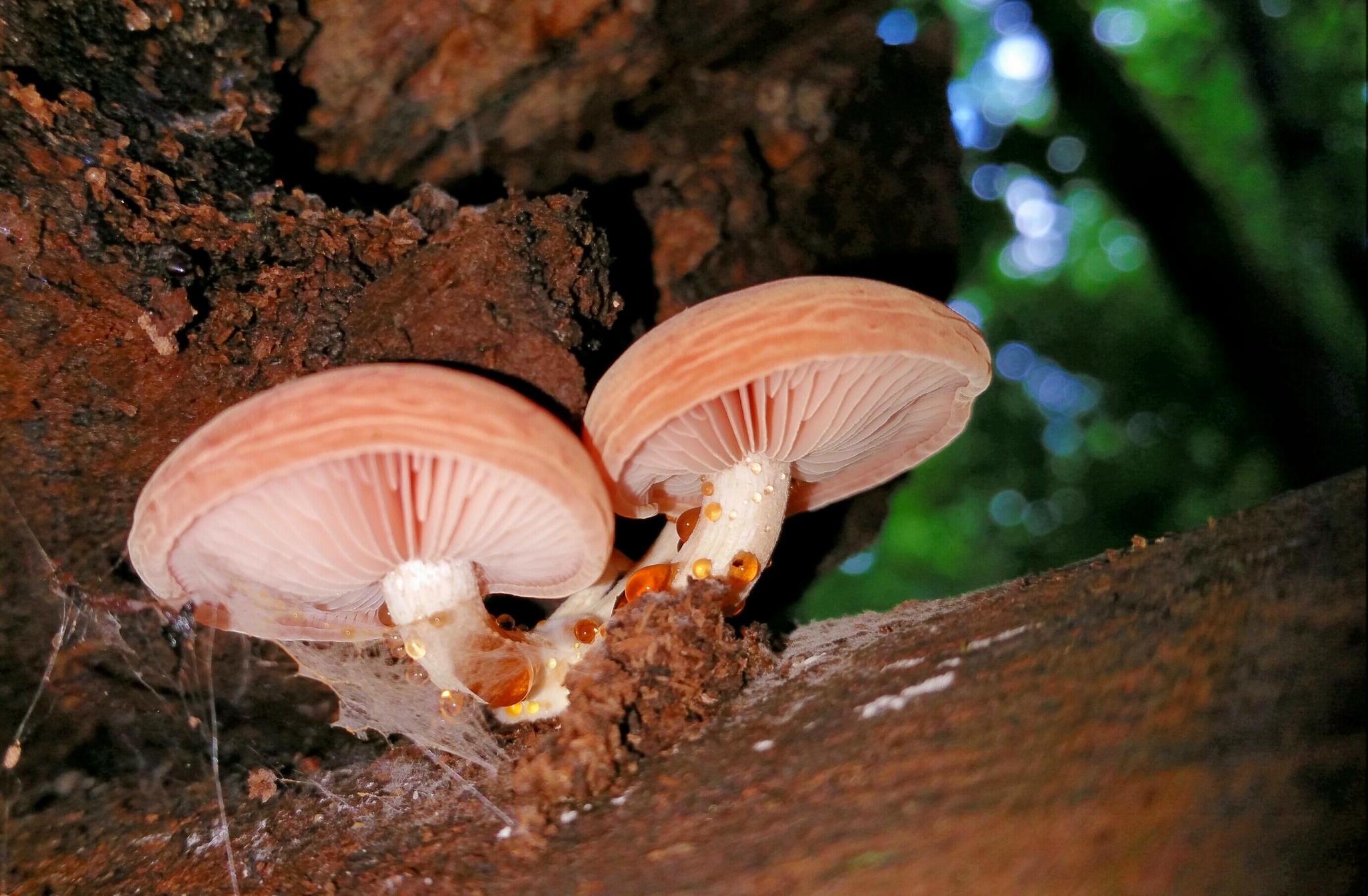
Schwach geäderte Exemplare mit gut sichtbaren Zwischenlamellen

Der Rosa Adernseitling, auch Orangerötlicher Adernseitling (Rhodotus palmatus), auf Englisch Wrinkled Peach („runzliger Pfirsich“) genannt, ist ein holzabbauender Pilz aus der Familie der Rindenschwammverwandten (Physalacriaceae). Durch sein Äußeres, insbesondere die netzartige, kräftig orange-rosa gefärbte Hutoberseite ist der Pilz unverwechselbar.

## Merkmale
Der Hut hat einen Durchmesser von 1–3, maximal 5–9 cm; bei jungen Exemplaren ist sein Rand nach innen eingerollt. Die Huthaut besitzt aufgrund ihrer weißlichen Äderung eine netzartige Struktur, doch manchmal können die Adern auch fehlen. Der 1,5 bis 5 cm lange Stiel ist selten mittig, meist etwas exzentrisch. Jung ist er weißlich, dabei ist oft Guttation zu beobachten, d. h. die Bildung gelblicher bis rötlicher Tropfen; später wird der Stiel durch die Sporen lachsfarben. Die Lamellen sind blassrosa oder hellorange und weisen viele Zwischenlamellen auf. Der Geruch ist stark fruchtig bzw. obstartig, doch ist der Pilz wegen seines bitteren Geschmacks ungenießbar, wenn auch nicht giftig.
Die Sporen sind rosafarben und unter dem Mikroskop subglobos (annähernd kugelig) bis breit ellipsoid (6–9 × 5,6–7,5 µm) sowie feinwarzig mit bis zu 1 µm langen Dornen. Sie sind cyanophil, inamyloid und in Kaliumhydroxid (KOH) hyalin. Die Cheilozystiden messen 30–50 × 2,5–5,0 µm und sind spindelig bis flaschenförmig, glatt und dünnwandig. Pleurozystiden sind nicht vorhanden.

## Ökologie und Phänologie
Der Rosa Adernseitling wächst als Saprobiont auf frisch gefällten bzw. umgestürzten Ulmen, seltener auch auf Rosskastanien, Linden und Ahornen. Auf einem geeigneten Wirtsbaum gelandete Sporen können mehrere Jahre im Ruhezustand überdauern, bis der Baum schließlich abstirbt. Der Pilz fruktifiziert in der Regel bei kühler und feuchter Witterung, in Nordamerika von Frühjahr bis Herbst, in Europa vom Herbst bis in den Winter. Auch in Teilen Asiens ist der Pilz anzutreffen. Er wächst gerne büschelig, kommt aber auch einzeln vor.

## Gefährdung
In etwa der Hälfte der europäischen Länder erscheint der Rosa Adernseitling auf den Roten Listen für Pilze. Im Baltikum gilt er bereits als ausgestorben. In Deutschland wird er als extrem selten eingestuft. In Ungarn gehört er zu 35 geschützten Pilzarten, deren Sammeln bei Strafe verboten ist. Als es in den 1970er Jahren in Großbritannien zu einem großen Ulmensterben kam, dem Millionen Bäume zum Opfer fielen, war der Rosa Adernseitling dort vorübergehend häufiger anzutreffen, ist aber mit dem Rückgang abgestorbener Ulmen auch dort wieder seltener geworden.

## Systematik
Der wegen seines ungewöhnlichen Aussehens schwer klassifizierbare Pilz wurde zuerst 1785 von Jean Bulliard Agaricus palmatus benannt, 1883 von Lucien Quélet zur Gattung Pleurotus (Seitling) gestellt und schließlich 1926 von René Maire in eine eigene Gattung Rhodotus eingeordnet, deren monotypischer Vertreter er ist.

## Etymologie
Der Gattungsname kommt wegen der Farbe von Altgriechisch ῥοδωτός rhodōtós „Rosenwasser“. Das Art-Epitheton palmatus, lateinisch für „handartig“, spielt wohl auf die Ähnlichkeit der Huthaut mit den Linien einer Handfläche an.